# مدیترانه شرقی

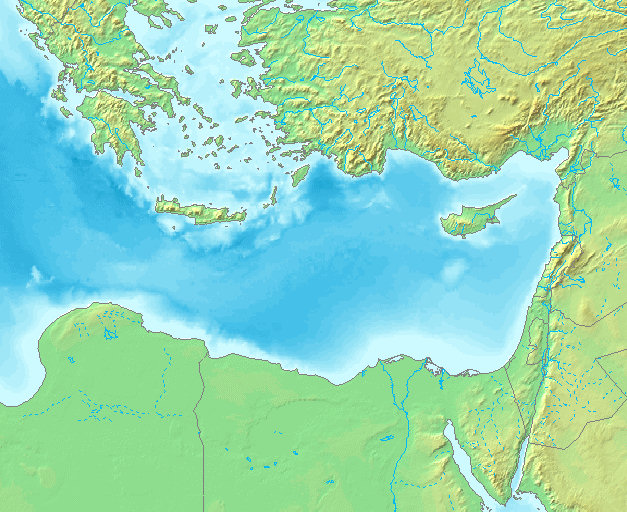
دریای لوانتین

مدیترانه شرقی به کشورها و قلمروهایی که از نظر جغرافیایی در شرق دریای مدیترانه (دریای لوانتین) هستند گفته می‌شود.

## کشورها
کشورها و قلمروهای مدیترانه شرقی در زیر فهرست شده‌اند:
- قبرس[۵][۶][۷]
- یونان[۶][۷]
- لبنان[۵][۶][۸]
- سوریه[۵][۶][۷]
- فلسطین[۵][۶][۶]
- اسرائیل[۹][۱۰]
- ترکیه[۵][۶][۷]
- مصر[۶][۷][۱۱]
- اردن[۵][۷]